# Françoise Pollet
Pour les articles homonymes, voir Pollet.
Françoise Pollet est une cantatrice française (soprano), née le 10 septembre 1949 à Boulogne-Billancourt (Seine).

## Biographie
Françoise Pollet suit des études de violon au conservatoire de Versailles, puis de chant. Elle poursuit l'étude du chant lyrique à l'université de musique et des arts de Munich auprès d'Ernst Haefliger. Elle fait ses débuts en 1983 à l'opéra de Lübeck dans le rôle de la Maréchale du Chevalier à la rose de Richard Strauss après avoir été lauréate du Concours international de chant de Genève.
Son répertoire très large s'étend de Berlioz à Boulez. Elle se produit sous la direction des plus grands chefs d'orchestre : Pierre Boulez, Semyon Bychkov, Sylvain Cambreling, Jean-Claude Casadesus, Ricardo Chailly, Charles Dutoit, Carlo Maria Giulini, Marek Janowski, Michel Plasson, Georges Prêtre...
En 1994, elle reçoit la Victoire de la musique classique de l'artiste lyrique de l'année.
Elle enseigne au Conservatoire national supérieur de musique et de danse de Lyon depuis 2002 et donne de nombreuses master classes.

## Décorations
- Chevalière de l'ordre national du Mérite
- Commandeur de l'ordre des Arts et des Lettres (2022)[3]

## Discographie
- Les Troyens d'Hector Berlioz - direction Charles Dutoit (DECCA - récompensé par un Grammy Award)
- La Damnation de Faust d'Hector Berlioz - direction Charles Dutoit (DECCA)
- Poème de l'Amour et de la Mer d'Ernest Chausson et Les Nuits d'été d'Hector Berlioz - direction Armin Jordan (Aria Music/ Fnac Music)
- Requiem de Camille Saint-Saëns. Orchestre national d'Île-de-France - direction Jacques Mercier (Adda 1989)
- Le Déluge de Camille Saint-Saëns. Orchestre national d'Île-de-France - direction Jacques Mercier (Adda 1990)
- Les Huguenots de Giacomo Meyerbeer - direction Cyril Dietrich, Opéra de Montpellier (Erato)
- Gloria et Stabat Mater de Francis Poulenc - direction Charles Dutoit (Decca)
- Poèmes pour Mi d’Olivier Messiaen - direction Pierre Boulez (Deutsche Grammophon)
- Intégrale des œuvres de Webern - direction Pierre Boulez (Deutsche Grammophon)
- Quatre derniers Lieder de Richard Strauss
- Sept Lieder de Jeunesse d’Alban Berg
- Wesendonck Lieder de Richard Wagner - direction Klaus Weise (Musidisc)
- Récital d’Airs sacrés français - direction Jacques Mercier (RCA)
- Récital d’airs d’opéras français - direction Cyril Dietrich (Erato)
- Asun, Requiem de la Vierge de Jean-Louis Florentz - direction Claude Bardon (création Radio-France de 1988)
- Electre de Théodore Gouvy - direction Pierre Cao (Harmonia Mundi)
- La Voix Humaine de Francis Poulenc - direction Jean-Claude Casadesus (Harmonia Mundi)
- Mélodies / Lénore /  de Henri Duparc - direction Jérôme Kaltenbach (Musidisc)
- Mélodies d’Hector Berlioz - avec Anne Sofie von Otter, John Aler, Thomas Allen (Deutsche Grammophon)
- Herminie, Les Nuits d'été d’Hector Berlioz - direction Stefan Sanderling (Arion)